# Hormogonio

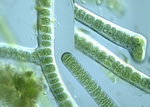
Las Stigonematales son uno de los grupos de cianobacterias que desarrollan hormogonios.

Los hormogonios son filamentos móviles de células formadas por algunas cianobacterias de los órdenes Nostocales y Stigonematales. Se forman durante la reproducción asexual en cianobacterias filamentosas unicelulares, algunos contienen heterocistos y acinetos.

## Descripción
Las cianobacterias se diferencian en hormogonios cuando son expuestas a un estrés ambiental o cuando son ubicadas en nuevos medios. La hostilidad del ambiente depende de la cantidad de luz y de la presencia de nutrientes, especialmente durante la reproducción, y puede llevar a que las cianobacterias también puedan desarrollar acinetos y heterocistos.
La diferenciación de hormogonios es crucial para el desarrollo de la fijación del nitrógeno en simbiosis de plantas con cianobacterias, en particular la que existe entre las cianobacterias del género Nostoc y su hospedador. En respuesta a un factor inductor de hormogonio (HIF) secretado por la planta hospedadora, los simbiontes cianobacterianos se diferencian en hormogonios y luego se desdiferencian de nuevo en células vegetativas después de aproximadamente 96 horas. Con suerte, han logrado llegar a la planta anfitrión en este tiempo. Las bacterias luego diferencian las células especializadas fijadoras de nitrógeno llamadas heterocistos y entran en una simbiosis funcional con la planta.
Dependiendo de la especie, los hormogonios pueden tener muchos cientos de micrómetros de longitud y puede viajar tan rápido como 11 μm / s. Se desplazan vía motilidad deslizante, requiriendo una superficie mojada o un sustrato viscoso, tales como agar para movilidad.
Es posible distinguir los hormogonios de los tricomas vegetativos por la forma celular y, en algunos casos, por la presencia en las cianobacterias, de vesículas conteniendo gas.